# Olha Stefaniszyna
Olha Witalijiwna Stefaniszyna, ukr. Ольга Віталіївна Стефанішина (ur. 29 października 1985 w Odessie) – ukraińska polityk, prawniczka i urzędniczka państwowa, od 2020 do 2025 wicepremier, w latach 2024–2025 minister sprawiedliwości.

## Życiorys
W 2008 uzyskała dyplom z prawa międzynarodowego i dyplom tłumacza języka angielskiego na Kijowskim Uniwersytecie Narodowym im. Tarasa Szewczenki. W 2016 została absolwentką finansów na ONEU, odeskim uniwersytecie ekonomicznym. Pracowała jako urzędniczka w ministerstwie sprawiedliwości. W 2017 była dyrektorem rządowego biura do spraw integracji z UE i NATO, a następnie do 2019 dyrektorem generalnym sekretariatu rządu do spraw integracji w europejskiej i euroatlantyckiej. W 2019 bez powodzenia kandydowała do Rady Najwyższej z listy Ukraińskiej Strategii Hrojsmana premiera Wołodymyra Hrojsmana. Po odejściu z administracji rządowej dołączyła do prywatnej kancelarii prawniczej.
4 czerwca 2020 weszła w skład gabinetu Denysa Szmyhala jako wicepremier do spraw integracji z Unią Europejską i NATO. 4 września 2024 parlament odwołał ją z tego stanowiska. Następnego dnia powróciła na ten urząd, dodatkowo otrzymując nominację na ministra sprawiedliwości. Stanowiska rządowe zajmowała do lipca 2025.

## Odznaczenia
- Order „Za zasługi” II klasy (2025)[7]
- Krzyż Oficerski Orderu Wielkiego Księcia Giedymina (Litwa, 2023)[8]